# Adrien Maire
Pour les articles homonymes, voir Maire (homonymie).
Adrien Maire, né le 17 novembre 2000 à Nice, est un coureur cycliste français.

## Biographie
Adrien Maire commence le cyclisme durant son adolescence au club Cavigal Nice Sports, sur ses terres natales. Dans un premier temps, il participe uniquement à des compétitions réservées aux cyclistes affiliés à la FSGT. II se fait remarquer en obtenant de bons résultats dans des contre-la-montre en côte,.
En 2019, il intègre l'AVC Aix-en-Provence. Pour ses débuts espoirs, il se classe deuxième d'une étape des Quatre Jours des As-en-Provence. L'année suivante, il devient champion de la région Sud PACA du contre-la-montre. Il s'impose ensuite à deux reprises en 2021. 
En 2022, il termine deuxième du Tour de Côte-d'Or, tout en ayant remporté la dernière étape. Il finit par ailleurs quatrième du Tour de Cantabrie, sixième du Gran Premio Capodarco ou encore huitième d'une étape sur la Ronde de l'Isard. Dans le même temps, il poursuit ses études et valide une licence STAPS.
Lors de la saison 2023, il se distingue sur le territoire espagnol en remportant le Tour d'Estrémadure ainsi que le Tour de Valence. Il obtient également un nouveau titre régional et de nombreuses places d'honneur en France. Grâce à ses bonnes performances, il signe un premier contrat professionnel avec l'équipe continentale Nice Métropole Côte d'Azur. Quelques semaines plus tard, il annonce finalement rejoindre la formation néerlandaise TDT-Unibet, qui prévoit de monter au niveau ProTeam en 2024.

## Palmarès
- 2018
  - 1re épreuve du Tour PACA Juniors
- 2020
  - Champion de la région Sud PACA du contre-la-montre
  - 2e du Grand Prix de la Saint-Romain
  - 3e du Grand Prix de Bras
- 2021
  - Challenge del Vallès[7]
  - Grand Prix de Jouques[8]
  - 2e du Tour du Gévaudan Occitanie
  - 3e du Grand Prix de Pontevès-Élan Varois
- 2022
  - 4e étape du Tour de Côte-d'Or[9]
  - Grand Prix de Jouques
  - 2e du Tour de Côte-d'Or
- 2023
  - Champion de la région Sud PACA sur route
  - Tour d'Estrémadure[10] :
    - Classement général
    - 5e étape

  - Chrono 47 (contre-la-montre par équipes)
  - Tour de Valence
  - 2e du Grand Prix d'ouverture Pierre-Pinel
  - 2e du Grand Prix National de Cintegabelle
  - 2e du Tour Nivernais Morvan
- 2024
  - Tour de Haute-Autriche :
    - Classement général
    - 3e etape
- 2025
  - 4e étape du Tour de Grèce
  - 2e du Tour du Doubs
  - 3e du Tour de Grèce

## Classements mondiaux
| Année                                 | 2023  | 2024 |
| ------------------------------------- | ----- | ---- |
| Classement mondial                    | 2413e | 612e |
|                                       |       |      |
| Légende : nc = non classéSource : UCI |       |      |